# Pinnow (stacja kolejowa)
Pinnow (Uckermark) – stacja kolejowa w Pinnow, w kraju związkowym Brandenburgia, w Niemczech. 
Znajduje się tu 1 peron. Jest to stacja przelotowa linii kolejowej z Angermünde. Na stacji istnieje możliwość mijania się pociągów, ale peron znajduje się tylko przy jednym torze.